# Римски робски въстания
Познати са три римски робски въстания/войни:
- Първо робско въстание (135-132 пр.н.е.) в Сицилия с водачи Евн – бивш роб, (който твърдял че е пророк) и Клеон.
- Второ робско въстание (104-100 пр.н.е.) в Сицилия, с водачи Салвий Трифон и Атенион.
- Трето робско въстание (73–71 пр.н.е) в Италия с водач Спартак.